# Heliocharis amazona
Heliocharis amazona is een libellensoort uit de familie van de kaalpootjuffers (Dicteriadidae), onderorde juffers (Zygoptera).
De wetenschappelijke naam van de soort is voor het eerst geldig gepubliceerd in 1853 door Selys.
De soort komt voor van Venezuela tot Argentinië.